# Fausto Gaibor García

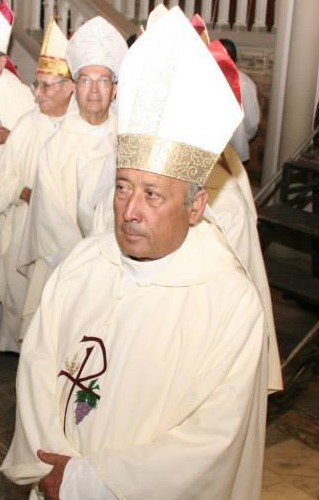
Fausto Gaibor García (2009)

Bischofswappen von Fausto Gaibor García

Fausto Feliciano Gaibor García (* 24. Januar 1952 in Guaranda; † 4. Juni 2021 in Tulcán) war ein ecuadorianischer Geistlicher und römisch-katholischer Bischof von Tulcán.

## Leben
Fausto Gaibor García besuchte die Ecuela La Dolorosa und das Colegio Verbo Divino in Guaranda sowie die Kleinen Seminare San Francisco Javier und San Patricio. Anschließend studierte er Philosophie am Priesterseminar San José in Quito und Katholische Theologie an der Päpstlichen Katholischen Universität von Ecuador. Gaibor García empfing am 24. Januar 1981 das Sakrament der Priesterweihe für das Bistum Guaranda. Anschließend absolvierte er an der Päpstlichen Universität Xaveriana in Bogotá für sechs Monate einen Kurs im Fach Pastoraltheologie.
Gaibor García war zunächst einige Monate als Pfarrvikar der Pfarrei Santa Rita de Chillanes tätig, bevor er Pfarrer der Pfarrei San José del Tambo in Guaranda wurde. 1984 wurde Fausto Gaibor García für weiterführende Studien nach Rom entsandt, wo er an der Päpstlichen Universität Gregoriana ein Lizenziat im Fach Dogmatik erwarb. Nach der Rückkehr in seine Heimat wirkte Gaibor García von 1986 bis 2003 als Pfarrer der Pfarrei San Vicente Ferrer in Guaranda, Verantwortlicher für die Jugendpastoral im Bistum Guaranda und Leiter des diözesanen Radiosenders Surcos. Von 2003 bis 2006 war er Pfarrer der Kathedrale San Pedro in Guaranda. Neben seiner Tätigkeit in der Pfarrseelsorge war Fausto Gaibor García als Diözesankanzler, Kaplan am Hospital Alfredo Noboa und Direktor des Theologischen Fernlehrinstituts der Päpstlichen Universität Comillas tätig. Ferner war er Mitglied des Priesterrats, des Konsultorenkollegiums und des Diözesanvermögensverwaltungsrats des Bistums Guaranda.
Papst Benedikt XVI. ernannte ihn am 31. Oktober 2006 zum Titularbischof von Naraggara und zum Weihbischof in Riobamba. Der Bischof von Riobamba, Victor Alejandro Corral Mantilla, spendete ihm am 2. Dezember desselben Jahres in der Kathedrale von Riobamba die Bischofsweihe; Mitkonsekratoren waren Giacomo Guido Ottonello, Apostolischer Nuntius in Ecuador, und Ángel Polivio Sánchez Loaiza, Bischof von Guaranda. Sein Wahlspruch Tomado de entre los hombres y constituido a su favor („Aus der Mitte der Menschen genommen und für ihr Wohl eingesetzt“) stammt aus Hebr 5,1 . Als Weihbischof war Fausto Gaibor García zudem Generalvikar des Bistums Riobamba.
Am 3. Mai 2011 wurde er durch Benedikt XVI. zum Bischof von Tulcán ernannt. Die Amtseinführung erfolgte am 10. Juni desselben Jahres. In der Ecuadorianischen Bischofskonferenz war Fausto Gaibor García Mitglied der Kommission für die soziale Pastoral.